# Salix commutata
Salix commutata — вид квіткових рослин із родини вербових (Salicaceae).

## Морфологічна характеристика
Це листопадний кущ 20–300 см заввишки. Гілки жовто-бурі, сіро-бурі або червоно-бурі, не або слабо сизі, волосисті; гілочки жовто-зелені, жовто-коричневі або червоно-коричневі, від волосистих до густо ворсинчастих або шерстистих. Листки на 1.5–11 мм ніжках; найбільша листкова пластина вузько видовжена, довгаста, еліптична або широко-еліптична, 10–100 × 5–44 мм; краї плоскі чи злегка звивисті, цілі чи зубчасті; верхівка загострена, гостра чи опукла; абаксіальна поверхня (низ) не сіра, помірно щільно запушена, від ворсинчастої до майже голої; адаксіальна — тьмяна чи злегка блискуча, від ворсинчастої до майже голої; молода пластинка прикрита волосками, густо жовтувато-зелена, від рідкісно до густо довго-шовковисто-повстистої абаксіально, волоски білі. Сережки квітнуть, коли з'являється листя: тичинкові 15–37 × 8–20 мм; маточкові (помірно чи густо квіткові) 17–60 × 7–15 мм. Коробочка 3.5–8 мм. 2n = 38.

## Середовище проживання
Канада й США (Аляска, Альберта, Британська Колумбія, Айдахо, Монтана, Північно-Західна територія, Орегон, Саскачеван, Вашингтон, Юкон). Населяє скелясті альпійські та субальпійські схили, льодовикові морени, відкриті смерекові ліси, береги річок, галечні уступи вздовж струмків, вологі болота; 0–2400 метрів.

## Використання
Рослина збирається з дикої природи для місцевого використання для їжі та ліків. Вид вирощують як піонерську рослину на складних ділянках для встановлення деревного покриву та стабілізації ґрунту.